# Antoine Berjon
Antoine Berjon (17 de mayo de 1754 - 24 de octubre de 1843) fue un pintor y diseñador francés, uno de los pintores de flores más importantes de Francia en el siglo XIX. Trabajó en una gran variedad de los medios, que incluyen óleo, pastel, acuarela, y tinta.

## Biografía
Berjon nació en St Pierre de Vaise, una comunidad de Lyon, siendo hijo de un carnicero. Primero estudió dibujo con el escultor local Antoine-Michel Perrache (1726–1779), un escultor local. De acuerdo con su biógrafo J. Gaubin, el pintor pudo haber estudiado medicina o alguna otra vocación religiosa y aprendió la pintura florística durante su noviciado. Trabajó como diseñador de textiles en una industria de seda muy importante en Lyon hasta su colapso durante la Revolución Francesa.
Las pinturas de Berjon de la década de 1780 no han sido rastreadas. En 1791 el Salón de París aceptó cuatro de su obras incluida “Still Life of Peaches and Grapes”. Visitó París los primeros años de la década de 1790 y se mudó ahí en 1794. Así, se volvió amigo del pintor miniaturista Jean-Baptiste-Jean Augustin (1759-1832) y del retratista Claude-Jean-Baptiste Hoin (1750-1817). Berjon exhibió sus obras en el Salón de París al menos cinco veces durante los 17 años que permaneció viviendo en dicha ciudad.
Para el momento de su regreso a Lyon en 1810 su reputación había aumentado y se convirtió en profesor de diseño florístico en la recientemente establecida École des Beaux-Arts, fundada por decreto de Napoleón en 1807 para revivir la industria de la seda en Lyon. Fue despedido en 1823 después de haber ejercido trece años, al ser reemplazado por su talentoso pupilo Augustin Thierrat (1789-1870). Muy probablemente el temperamento de Berjon lo puso en conflicto con la administración de la escuela. Era conocido por su terquedad y algunos contemporáneos lo veían como un ególatra, caracterización que permanecería a lo largo de toda su vida. Montó su propio estudio en Lyon, donde daba instrucción privada y continuó haciendo arte durante las últimas dos décadas de su vida. Murió en Lyon a los 89 años.

## Arte

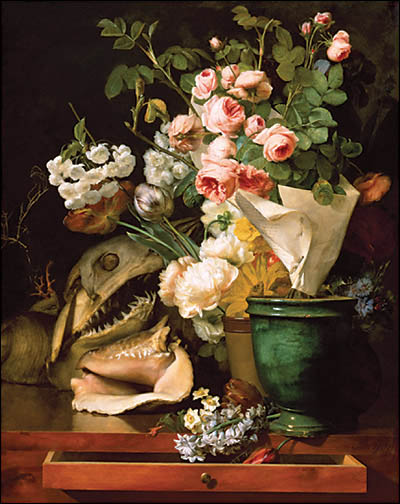
Bodegón Con Flores, Conchas, la cabeza de un Tiburón y Petrificaciones (1819). Museo de Filadelfia De Arte.

Una de las obras importantes de Berjon es Bodegón con Flores (1819). Fue terminada cuando era profesor en la École des Beaux-Arts. La detallada representación de las flores en esta pintura recuerda a los pintores floristas holandeses de dos siglos atrás, pero los artículos acompañándolas no sugieren ninguna manera ordinaria de naturaleza muerta. De primer vistazo, el esqueleto del tiburón y las conchas de mar son incongruentes, sin embargo, muestran que Berjon ha adaptado su estilo a la Era de las Luces, diversificando el tema de la pintura para representar el sentido de naturaleza de la época. La frescura y delicadeza de las flores contrasta con la edad y permanencia de las petrificaciones.
Ramo de Lirios y Rosas en una Cesta que Descansa en un Chiffonier (1814), que se encuentra en el Museo del Louvre, también es característico de su trabajo. Berjon también era un retratista: J. Halévy Con su Hermano y Hermana (1820) es un ejemplo de ello.